# Sulice
Sulice jsou obec v okrese Praha-východ ve Středočeském kraji. Rozkládá se asi dvacet tři kilometrů jihovýchodně od centra Prahy a jedenáct kilometrů jihozápadně od města Říčany. Žije zde přibližně 2 600 obyvatel.

## Historie
První písemná zmínka o obci pochází z roku 1282.

## Obyvatelstvo
Počet obyvatel v posledních letech výrazně roste, což je zapříčiněno zejména masivní výstavbou rodinných domů.
| Rok            | 1869 | 1880 | 1890 | 1900 | 1910 | 1921 | 1930 | 1950 | 1961 | 1970 | 1980 | 1991 | 2001 | 2011  | 2021  |
| -------------- | ---- | ---- | ---- | ---- | ---- | ---- | ---- | ---- | ---- | ---- | ---- | ---- | ---- | ----- | ----- |
| Počet obyvatel | 555  | 579  | 510  | 537  | 606  | 568  | 556  | 590  | 558  | 514  | 512  | 492  | 708  | 1 560 | 2 472 |
| Počet domů     | 70   | 76   | 69   | 75   | 83   | 86   | 116  | 145  | 141  | 150  | 146  | 203  | 296  | 546   | 807   |

## Obecní správa

### Územněsprávní začlenění
Dějiny územněsprávního začleňování zahrnují období od roku 1850 do současnosti. V chronologickém přehledu je uvedena územně administrativní příslušnost obce v roce, kdy ke změně došlo:
- 1850 země česká, kraj Praha, politický i soudní okres Jílové[6]
- 1855 země česká, kraj Praha, soudní okres Jílové[6]
- 1868 země česká, politický okres Karlín, soudní okres Jílové[6]
- 1884 země česká, politický okres Královské Vinohrady, soudní okres Jílové[7]
- 1921 země česká, politický okres Královské Vinohrady sídlo Jílové, soudní okres Jílové[8]
- 1925 země česká, politický i soudní okres Jílové[9]
- 1939 země česká, Oberlandrat Praha, politický i soudní okres Říčany[10]
- 1942 země česká, Oberlandrat Praha, politický okres Praha-venkov-jih, soudní okres Jílové[11]
- 1945 země česká, správní i soudní okres Jílové[12]
- 1949 Pražský kraj, okres Říčany[13]
- 1960 Středočeský kraj, okres Praha-východ[14]

### Části obce
- Sulice
- Hlubočinka
- Nechánice
- Želivec

### Obecní symboly
Znak a vlajka byly obci uděleny rozhodnutím předsedy Poslanecké sněmovny Parlamentu České republiky dne 11. července 2019.

## Společnost
V obci Sulice (přísl. Nechánice, Želivec, 665 obyvatel) byly v roce 1932 evidovány tyto živnosti a obchody: obchod s dobytkem, kolář, družstvo pro rozvod elektrické energie Pro Sulice a Hlubočinku, 4 hostince, konsum Včela, kovář, krejčí, mlýn, obchod s obilím, obuvník, 2 pokrývači, 2 rolníci, sedlář, 2 obchody se smíšeným zbožím, 2 švadleny, 2 trafiky, truhlář.

### Rok 2014
V obci Sulice (včetně Hlubočinky, Nechánic a Želivce) byly 2 markety, fitness-centrum, 3 mateřské školy, 4 restaurace, 1 hotel (v Nechánicích), 2 obchody se stavebními a instalaterskými potřebami, továrna na výrobu hmoždinek a několik desítek živnostníků.

## Doprava
Dopravní síť
- Pozemní komunikace – Obcí prochází silnice Silnice II/603 Praha – Jesenice – Kamenice – Poříčí nad Sázavou.
- Železnice – Železniční trať ani stanice na území obce nejsou.

Veřejná doprava 2011
- Autobusová doprava – Obec je obsluhována linkami PID z na trase Prahy do Kamenice. Z části Želivec lze jet i dále do Jílového, Týnce nad Sázavou nebo Pyšel. V Želivci mají zastávku i autobusové linky vedoucí např. do Benešova, Jihlavy, Pelhřimova nebo Vlašimi (dopravce Veolia Transport Praha, s. r. o.), dále do Českého Šternberka, Miličína a Pacova (dopravce ČSAD Benešov, a. s.).

## Další fotografie

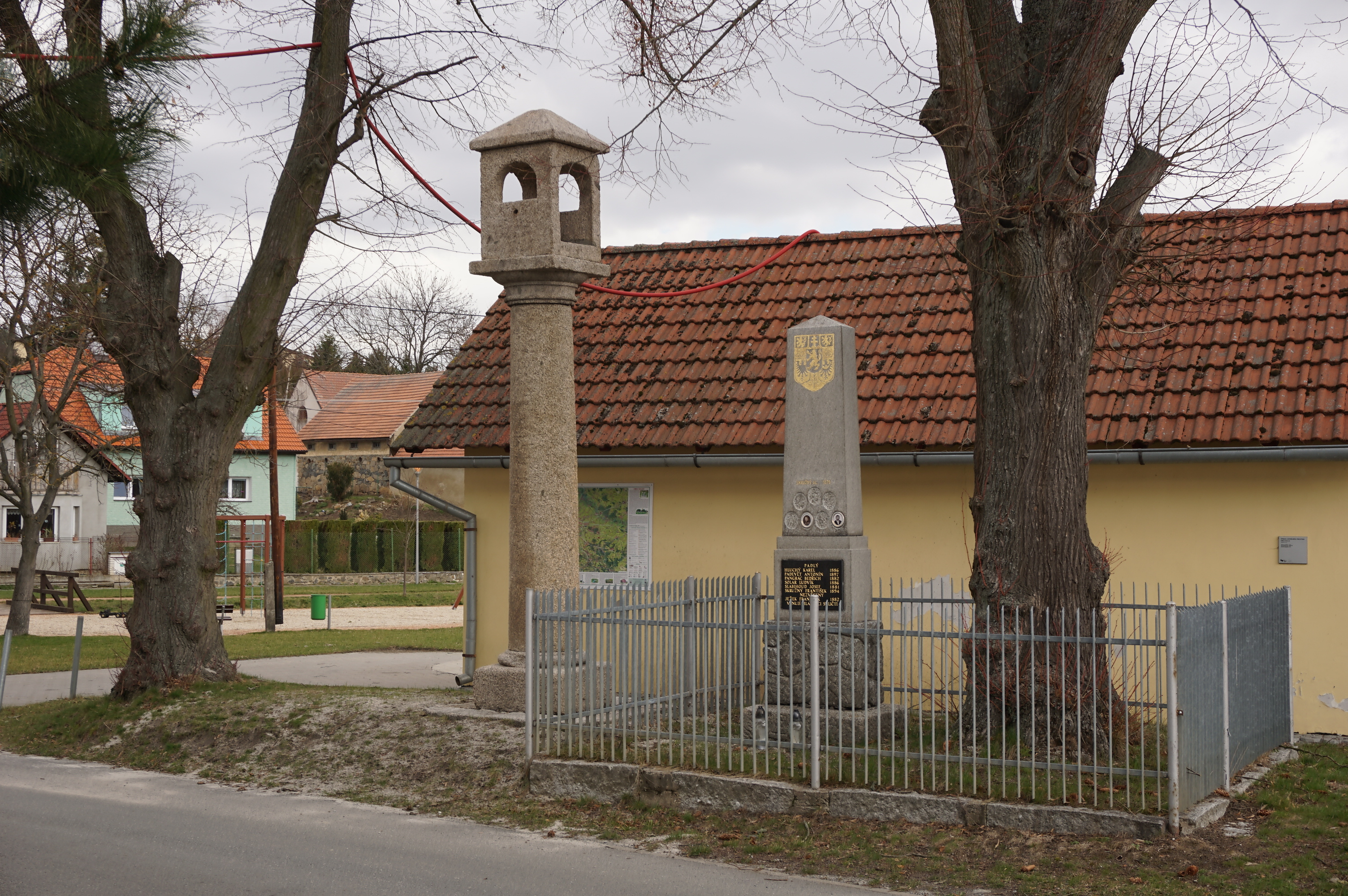
zvonička a pomník padlým
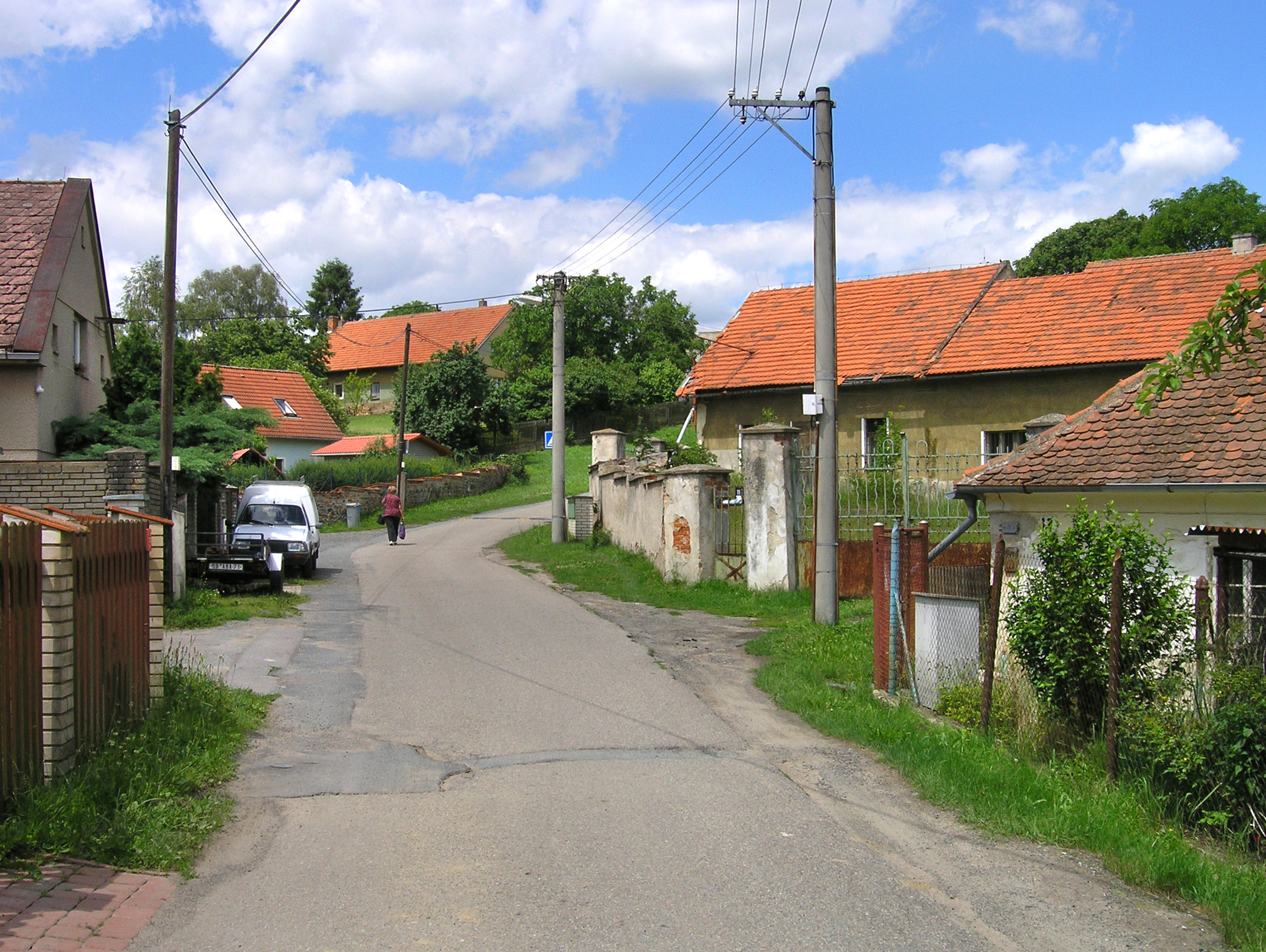
severní část vesnice
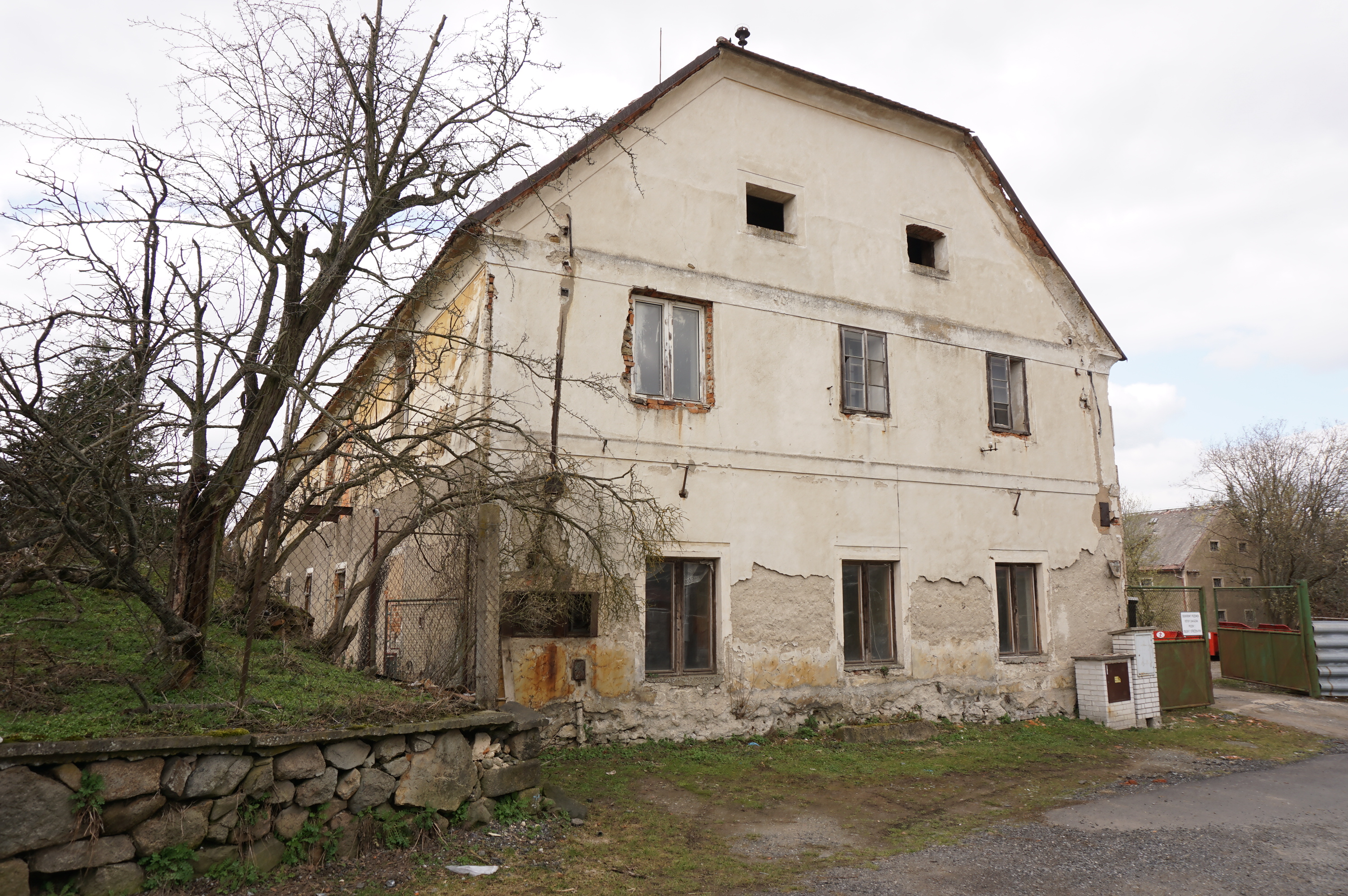
statek čp. 19
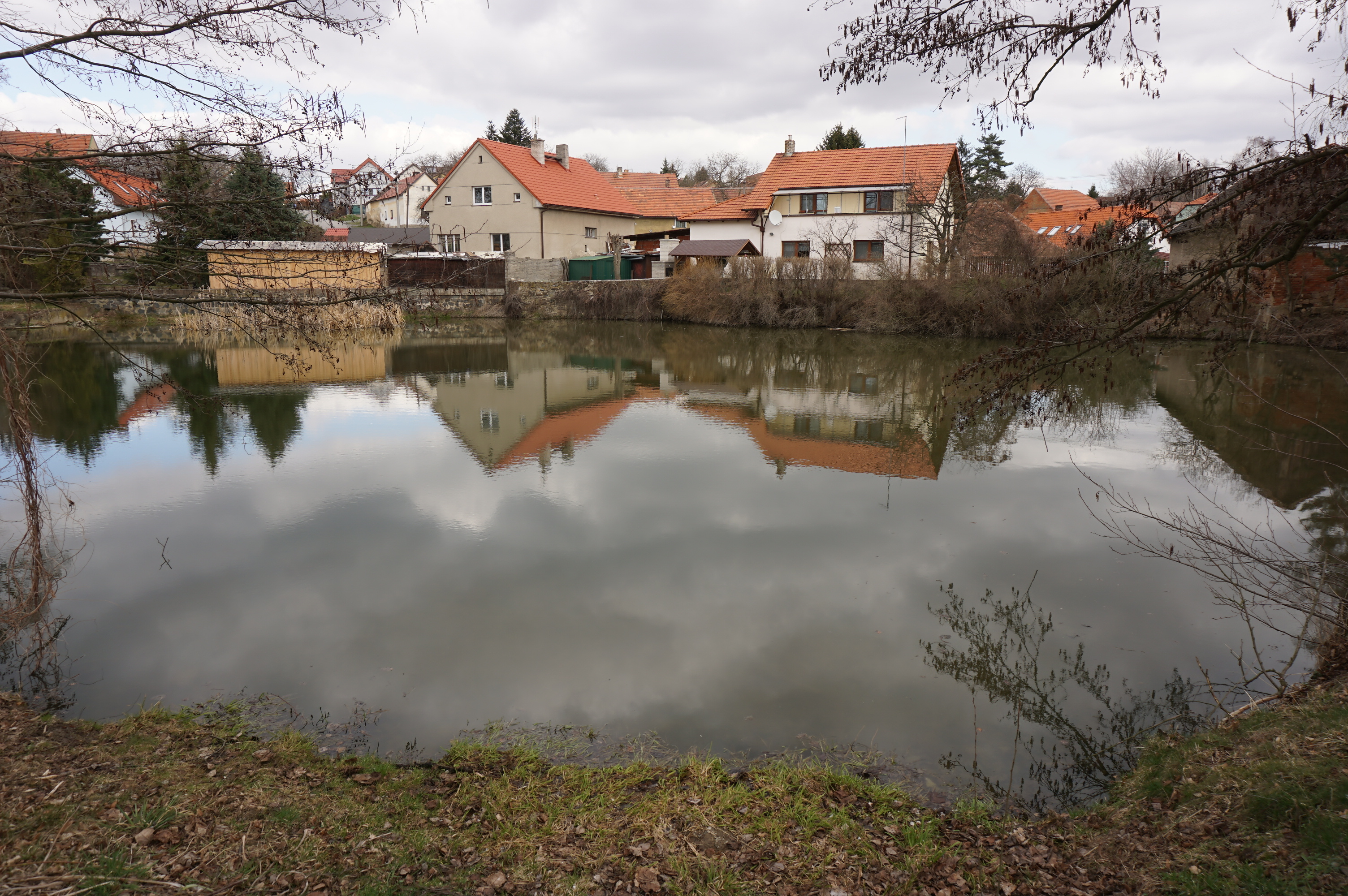
Sulický rybník
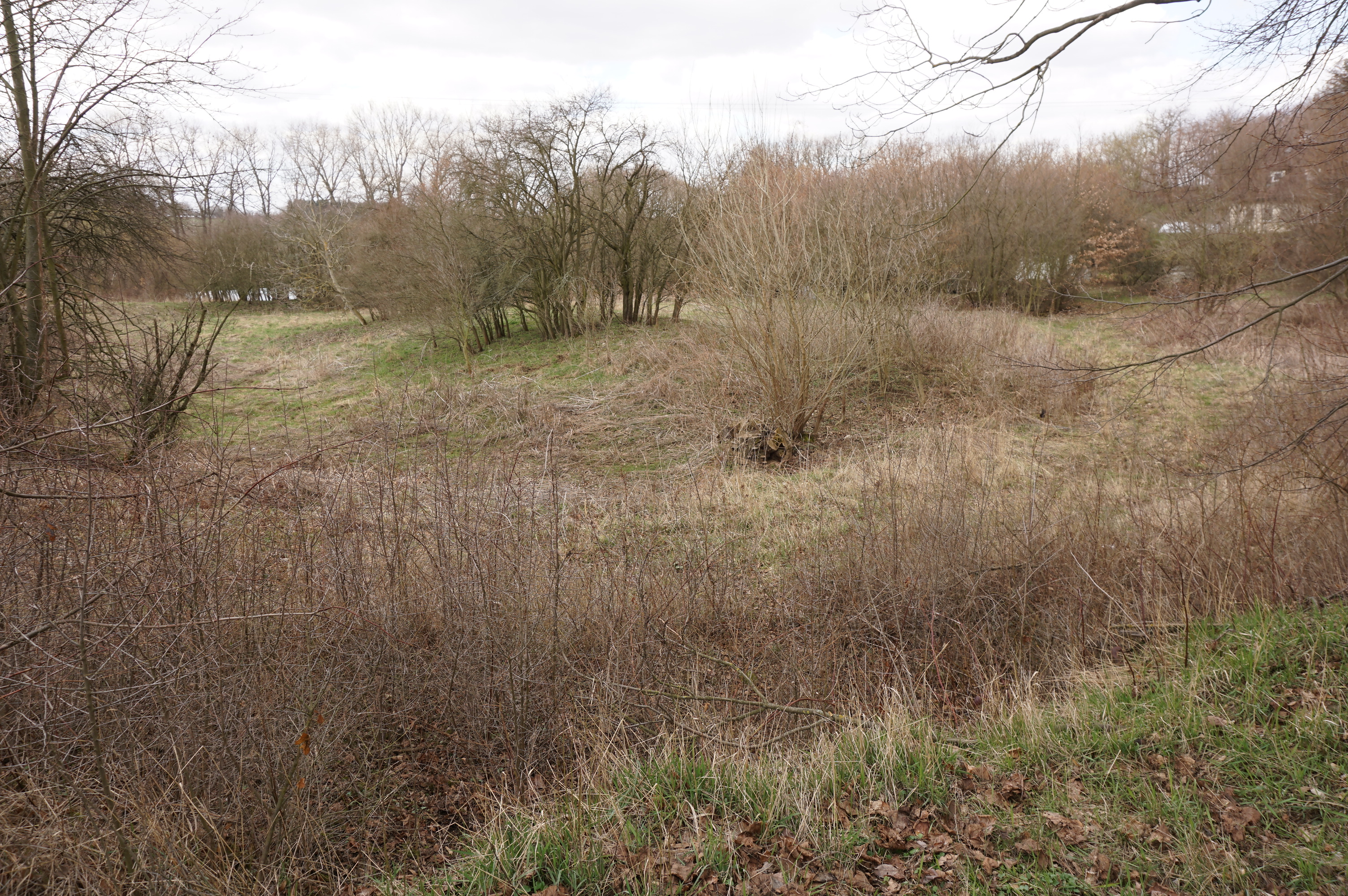
tvrziště zvané Hradiště
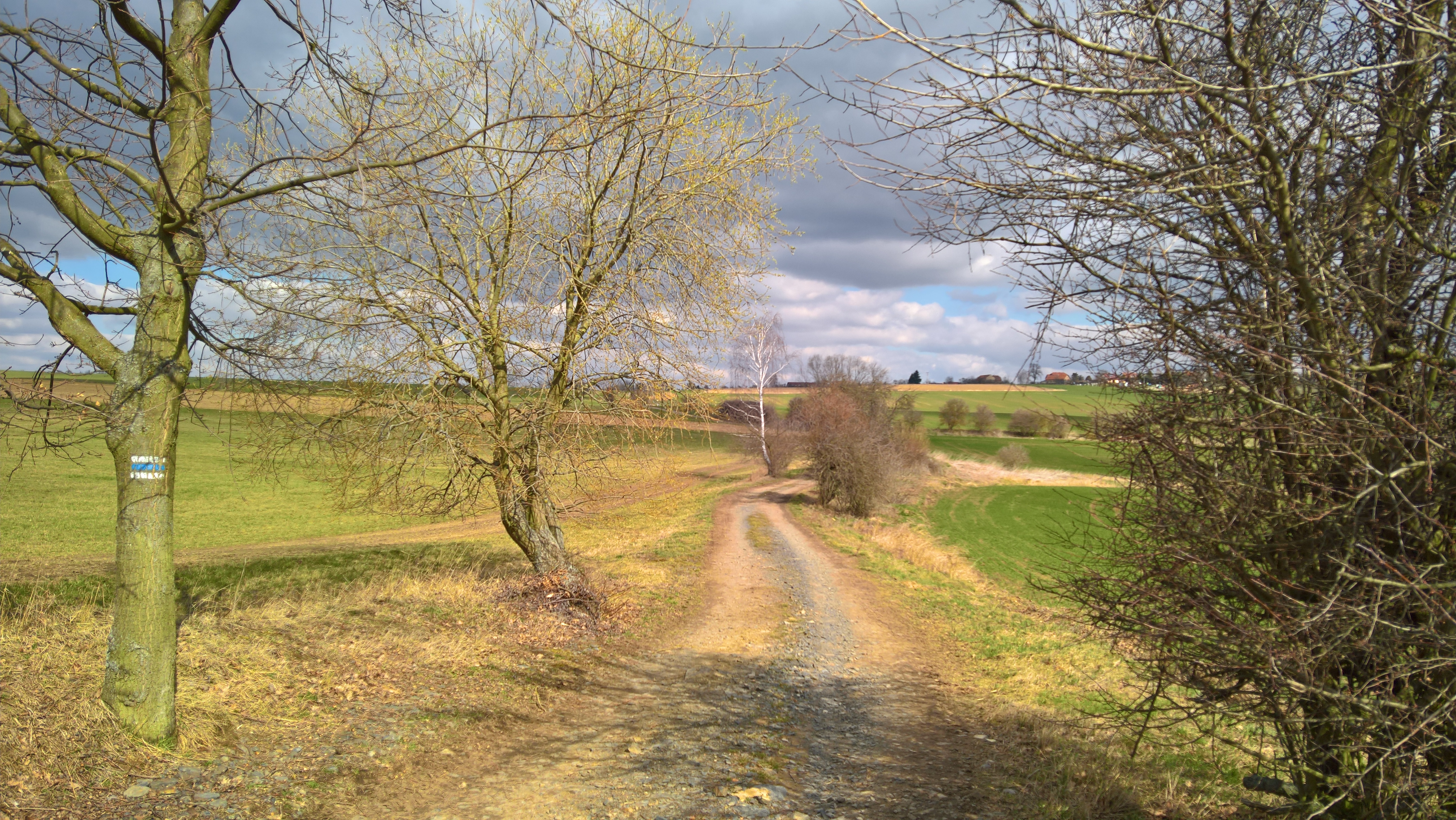
cesta ke vsi od jihu
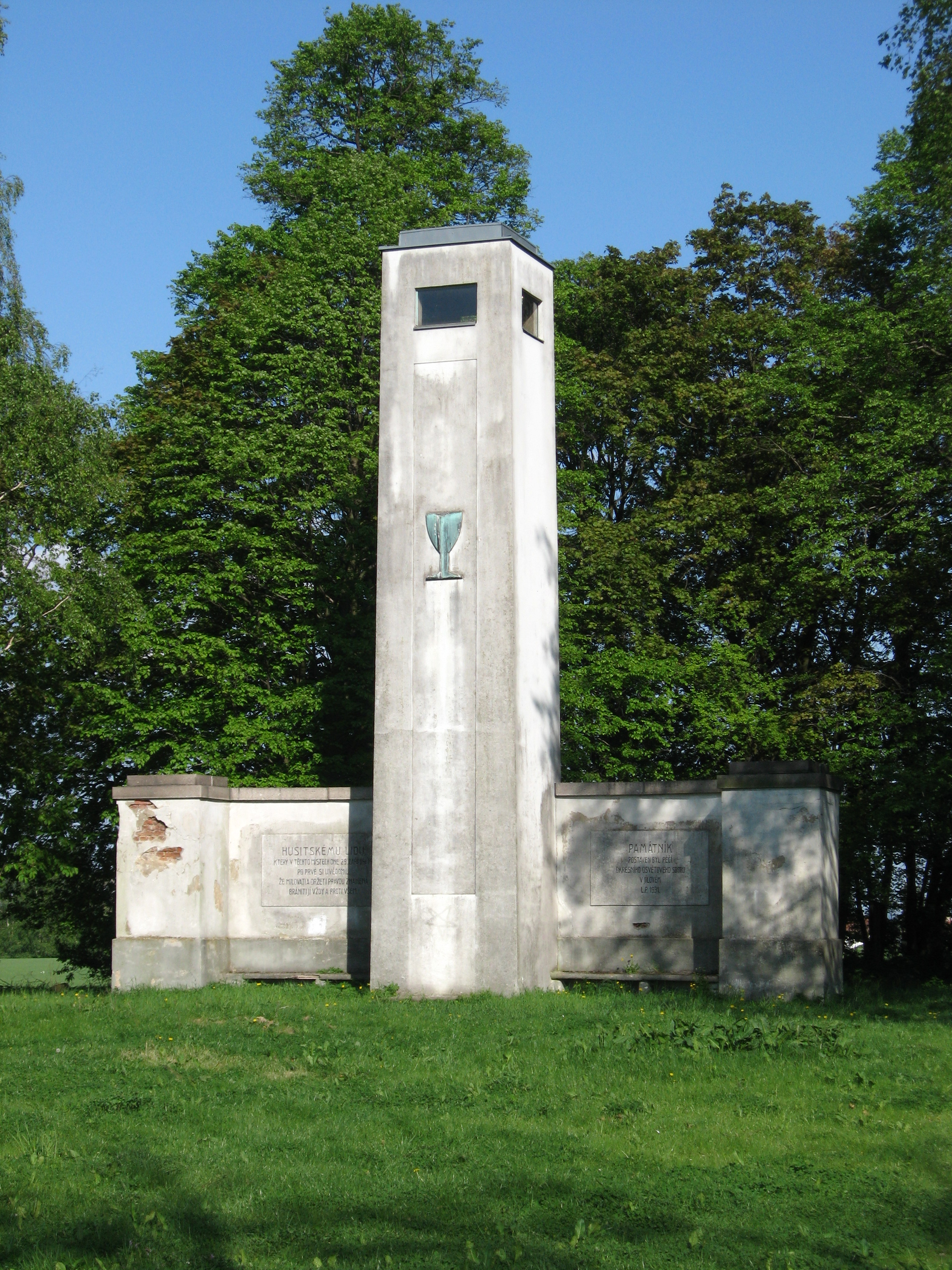
Mandava – památník husitského shromáždění